# Мади Раль
Мади Раль (нем. Mady Rahl, настоящее имя Эдит Гертруда Мета Рашке, нем. Edith Gertrud Meta Raschke; 3 января 1915, Берлин — 29 августа 2009[…], Мюнхен) — немецкая актриса.

## Биография
Эдит Гертруд Мета Рашке родилась в берлинском районе Нойкёльн и с детства мечтала стать актрисой и танцовщицей. В 1935 году состоялся её актёрский дебют на театральной сцене Лейпцига под руководством Дугласа Сирка, а спустя год дебютировала в кино.
После выхода на экраны цирковой драмы «Трукса» в 1937 году Раль стала известна широкой аудитории. За годы своей карьеры она появилась более чем в 90 фильмах, многие из которых были сняты на знаменитой киностудии «UFA». В более поздние годы своей жизни она работала на телевидении, а также играла в театре.
Последние годы своей жизни актриса провела в доме престарелых в Мюнхене, почти слепая и слабоумная. Там она и умерла в августе 2009 года в возрасте 94 лет.